# Carin ter Beek
Carin Anuschka ter Beek (Groninga, 29 de diciembre de 1970) es una deportista neerlandesa que compitió en remo.
Participó en los Juegos Olímpicos de Sídney 2000, obteniendo una medalla de plata en la prueba de ocho con timonel. Ganó dos medallas de bronce en el Campeonato Mundial de Remo, en los años 1998 y 2001.

## Palmarés internacional
| Juegos Olímpicos   | Juegos Olímpicos   | Juegos Olímpicos  | Juegos Olímpicos   |
| Año                | Lugar              | Medalla           | Prueba             |
| ------------------ | ------------------ | ----------------- | ------------------ |
| 2000               | Sídney (Australia) | Medalla de plata  | Ocho con timonel   |
| Campeonato Mundial |                    |                   |                    |
| Año                | Lugar              | Medalla           | Prueba             |
| 1998               | Colonia (Alemania) | Medalla de bronce | Cuatro sin timonel |
| 2001               | Lucerna (Suiza)    | Medalla de bronce | Cuatro sin timonel |